# Bateria do Morro da Conceição
A Bateria do Morro da Conceição localizava-se no alto do morro da Conceição, no atual bairro da Saúde, no centro histórico da cidade e estado do Rio de Janeiro, no Brasil.

## História
O alto do morro da Conceição foi originalmente ocupado e fortificado pelo corsário francês René Duguay-Trouin quando da sua invasão à cidade, em Setembro de 1711, juntamente com o alto do morro de São Diogo (próximo a onde está hoje situada a estação da Estrada de Ferro Leopoldina) e a ilha das Cobras. Esta bateria dominava a enseada da Prainha e a Saúde (SOUZA, 1885:110).
Abandonada após a partida do corsário (14 de Novembro de 1711), foi sucedida, a partir de 1715, pela Fortaleza de Nossa Senhora da Conceição.